# ミスター・ワールド
ミスター・ワールド（Mister World）はミス・ワールド機構が主催する男性美人コンテスト。マンハント・インターナショナル、ミスター・インターナショナルと並ぶ世界三大男性美人コンテストの一つである。

## 概要
1996年、エリック・モーリーが、男性版ミス・ワールドを開催しようと、トルコのイスタンブールで第1回大会が行なわれ、以降はほぼ2年に1回開催されている。

ミス・ワールドの理念同様『Beauty With a Purpose（目的のある美）』に加えて、“The Search for the World’s Most Desirable Man.”「最も必要とされる男」、「頼りがいがあり」「愛するものを守る力を持ち」「人に寄り添い」「己の弱さを知り」「ユーモアもある」そして「笑顔と幸福を与えられる」を美徳とし、審査の基準としている。

## 歴代優勝者
- 1996年：トム・ナイエンス（ベルギー）
- 1998年：サンドロ・フィノギリオ（ベネズエラ）
- 2000年：Ignacio Kliche（ウルグアイ）
- 2003年：グスタボ・ジャネッティ（ブラジル）
- 2007年：フアン・ガルシア・ポスティゴ（スペイン）
- 2010年：カマル・イブラヒム（アイルランド）
- 2013年（2012年開催）：フランシスコ・エスコバル（コロンビア）
- 2014年：ニクラス・ペデルセン（デンマーク）
- 2016年：ロヒト・クハンデルバル（インド）
- 2019年：ジャック・ヘスルウッド（イングランド）
- 2024年：ダニエル・メヒア（プエルトリコ）

## 歴代の日本代表
日本は2010年度から参加している。10人余りのファイナリストの中から審査（一般からの投票も含む）を行い、グランプリを選出。「MR WORLD JAPAN」のタイトルとワールド大会への出場権を獲得する。
- 2010年度 - 今野晴也
- 2012年度 - 荒井修平
- 2014年度 - 赤保谷剛史
- 2015年度 - 山ノ内ジャン[1]
- 2016年度 - 佐藤マクファーレン優樹[2]
- 2019年度- 永井健太[3]